# Cristina Choque
Pastora Cristina Choque Espinoza (Villa 14 de Septiembre, Bolivia; 18 de junio de 1983) es una politóloga boliviana que se desempeñó como Viceministra de Igualdad de Oportunidades de Bolivia desde 2009 hasta 2010 y asambleísta constituyente desde 2006 hasta 2007.

## Biografía
Cristina Choque nació el 18 de junio de 1983 en la localidad de Villa 14 de Septiembre perteneciente al municipio de Villa Tunari en la provincia del Chapare del departamento de Cochabamba. Creció dentro de una familia cocalera de bajos recursos económicos. Sus padres fueron los cocaleros Fermín Choque y María Espinoza.